# 建筑老八校
建筑老八校，是中國最早开设建筑学、城市规划相关专业的八所高校，包括南京工学院（今东南大学）、清华大学、北洋大学（今天津大学）、华南工学院（今华南理工大学）、同济大学、重庆建筑工程学院（曾更名重庆建筑大学，2000年并入重庆大学）、哈尔滨建筑工程学院（1994年-2000年更名为哈尔滨建筑大学，2000年并入哈尔滨工业大学）和西安建筑工程学院（今西安建筑科技大学）。

## 建筑老八校起源
- 清华大学建筑系的历史可以追溯至1946年，由梁思成创办。
- 华南理工大学建筑学科发端于1932年的勷勤大学建筑工程系，由林克明和胡德元两位教授开创。[1]
- 东南大学建筑学院的前身中央大学工学院建筑系成立于1927年。[2]
- 天津大学建筑学院的历史可以追溯至1937年创建的教会大学天津工商学院（津沽大学）建筑系。1952年，全国高校院系调整后，津沽大学建筑系、北方交通大学建筑系与天津大学土木系共同组建了天津大学建筑工程系，张湘琳任系主任，徐中任建筑设计教研室主任。[3]
- 同济大学建筑系的历史可以追溯至同济大学土木系、圣约翰大学建筑系、之江大学建筑系、杭州艺术专科学校建筑系等，于1952年全国高等院系调整时由这些校系合并而成。
- 重庆大学建筑系的历史可以追溯至1935年，创办于重庆大学工学院中的土木工程专业。[4]
- 西安建筑科技大学建筑系可以追溯到北洋大学堂建筑学类专业。
- 哈尔滨工业大学建筑系历史可以追溯至1920年的中东铁路哈尔滨中俄工业学校铁路建筑科。[5]